# Sprechstunde

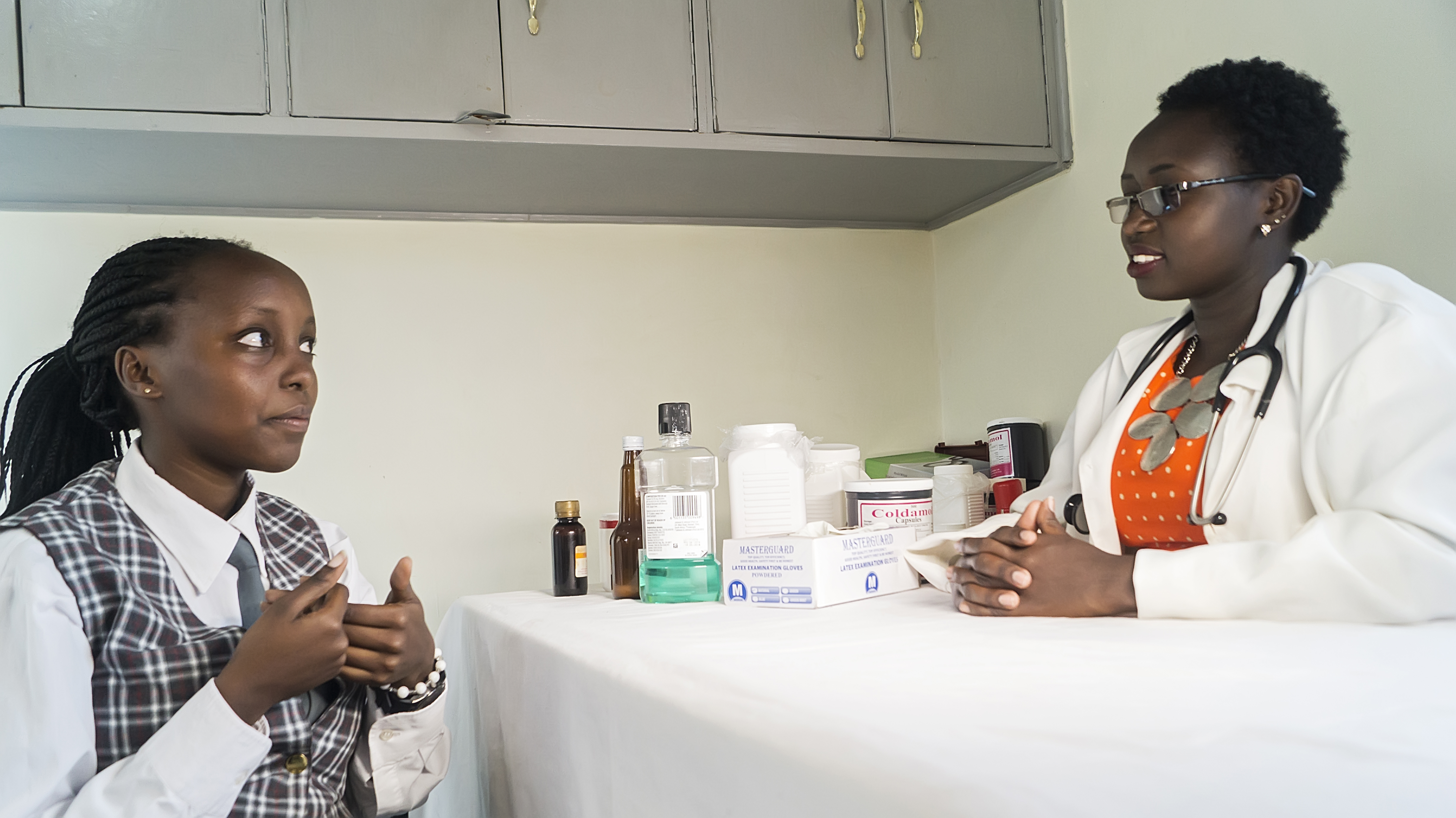
Sprechstunde in der Schule (Kenia)

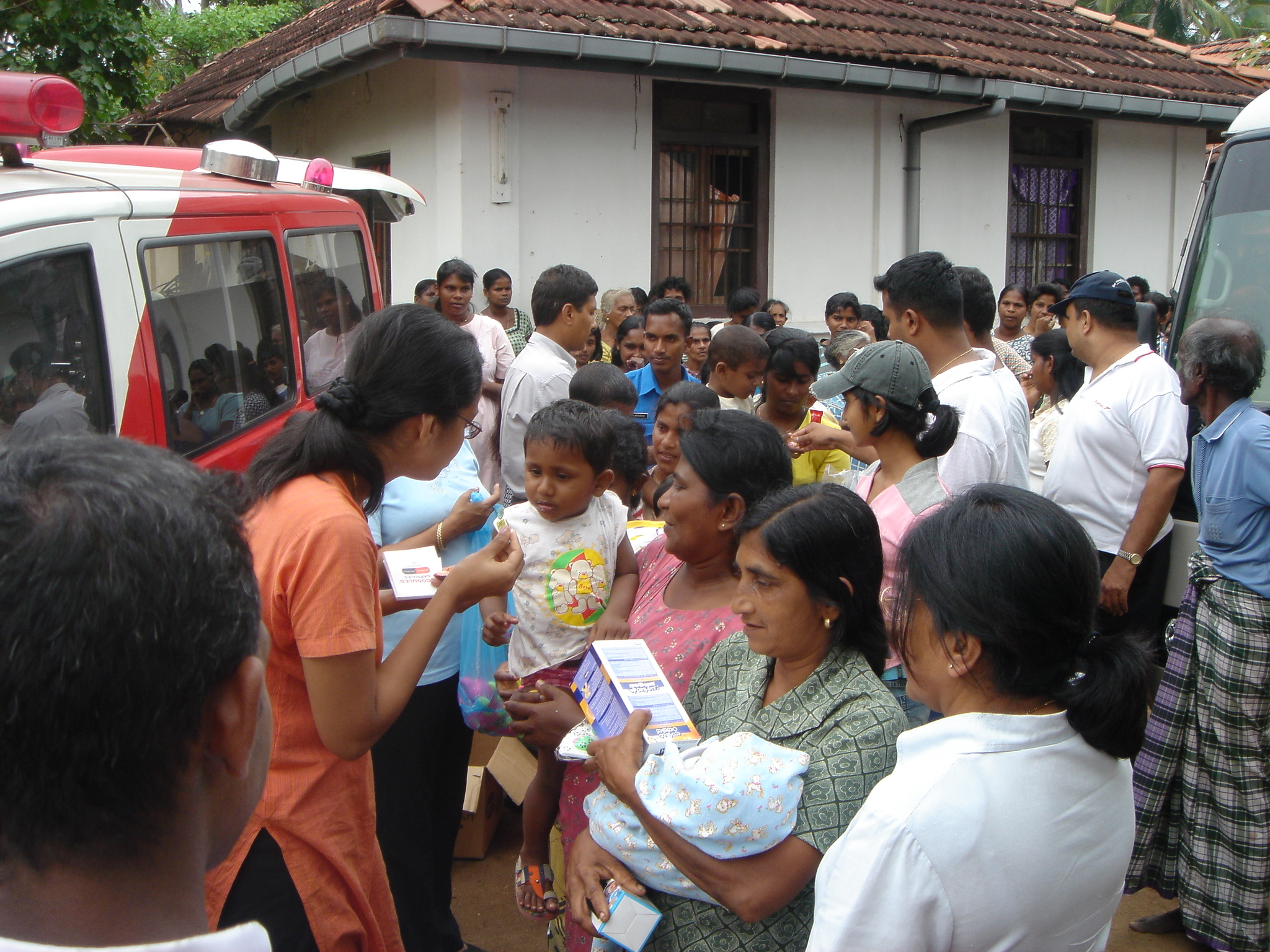
Sprechstunde bei einem Landarzt in Sri Lanka

Eine Sprechstunde ist ein vorher festgelegter Zeitraum, in dem man eine Person aufsuchen und mit ihr ein Anliegen besprechen kann. Die zu sprechende Person hat die Zeiten üblicherweise festgelegt. Sie stehen oft auf einer am Haus angebrachten Tafel (etwa an einer Arztpraxis) oder auf einer Informationswand. Sprechstunde nach Vereinbarung bedeutet, dass Termine vergeben werden (um Wartezeiten zu vermeiden).

## Medizin
In der Medizin sind mit Sprechstunden die Öffnungszeiten einer Arztpraxis bzw. Zeiten, in der ein Therapeut für Gespräche zur Verfügung steht, gemeint, in Österreich Ordination oder Ordinationszeit genannt. Patienten haben meist einen Termin (der dann im Sprechzimmer wahrgenommen wird).
Bis heute nennt man eine Arzthelferin oft auch Sprechstundenhilfe. Als Prototyp einer solchen gilt Ingrid Bergman in dem Film Die Kaktusblüte von 1969.
Eine medizinische Ratgebersendung im Bayerischen Fernsehen mit dem Titel Sprechstunde, moderiert von der Ärztin Antje-Katrin Kühnemann, endete am 1. Oktober 2007 nach 34 Jahren (Erstsendung am 25. September 1973).
In Deutschland gilt für alle Ärzte und Psychotherapeuten mit vollem Versorgungsauftrag eine Mindestsprechstundenzeit. Diese wurde durch das Terminservice- und Versorgungsgesetz zum 1. September 2020 von 20 auf 25 Wochenstunden, Hausbesuche mitgerechnet, erhöht.
Die ärztliche Sprechstunde wurde in der DDR auch als Ambulatorium bezeichnet.

## Weitere Sprechstunden
Als Sprechstunden werden auch die Zeiten bezeichnet, in denen ein Dozent die Fragen von Studenten beantwortet, ein Lehrer für die Belange der Schülereltern zur Verfügung steht oder ein Abgeordneter in seinem Wahlkreisbüro mit Bürgern deren Anliegen bespricht.